# Seaview (estádio)
Seaview é um estádio de futebol localizado em Belfast, na Irlanda do Norte. É o estádio do Crusaders, um clube que joga na primeira divisão da Irlanda do Norte. O estádio tem capacidade para 3.383 espetadores .

## História
O estádio Seaview é a casa do clube esportivo Crusaders desde a sua inauguração oficial no dia 3 de setembro de 1921, em uma partida contra a equipe do Cliftonville Olympic. No ano de 2010, o estádio passou por reformas e recebeu duas novas arquibancadas cobertas, que por sua vez foram inauguradas em um jogo contra o time inglês Fulham, pela Liga Europa da temporada de 2011/12.
Em 1966, os vestiários, o clube social e as áreas administrativas do estádio foram atingidos por um incêndio e ficaram completamente destruídos. As instalações consumidas pelo fogo foram substituídas em 1970 por outras maiores, que permanecem até hoje. Entre 1971 e 1979, o estádio foi partilhado com o Distillery, após o estádio deste clube também ter sido destruído por um incêndio.
O Seaview desde 1972 até os dias atuais é palco da final da Steel & Sons Cup, campeonato de caráter regional com a tradição da disputa da sua final no dia de Natal.
Em 2009, o estádio foi primeiro a instalar gramado artificial 4G na Irlanda do Norte, melhorando assim a qualidade das partidas.
Além dos jogos do Crusaders, o estádio também recebe algumas partidas da Seleção Norte-Irlandesa Feminina.